# Патруль де Франс
Патруль де Франс (фр. Patrouille de France) — французька національна пілотажна група, що діє у складі ВПС Франції. Є найстарішою пілотажною групою у світі, оскільки була заснована у 1931 році. Сьогодні Патруль де Франс літає на навчально-тренувальних літаках Dassault Alpha Jet.

## Історія
Перший демонстраційний політ французької пілотажної групи відбувся 1931 року над містом Етамп. Тоді ґвинтові літаки Моран-Солнье МС-230 пілотували інструктори місцевої льотної школи. В період з 1931 по 1939 роки група під командуванням капітана П'єра Флюкіна досягла значних успіхів і вже представляла Францію на міжнародному рівні.
1947 року указом Міністерства авіації Франції група увійшла до складу Французьких ВПС під сучасною назвою, а 1953 року почала виступати на реактивних літаках F-84. Всього ж за свою кар'єру група змінила п'ять типів реактивних літаків та значно більше льотних складів.

## Галерея

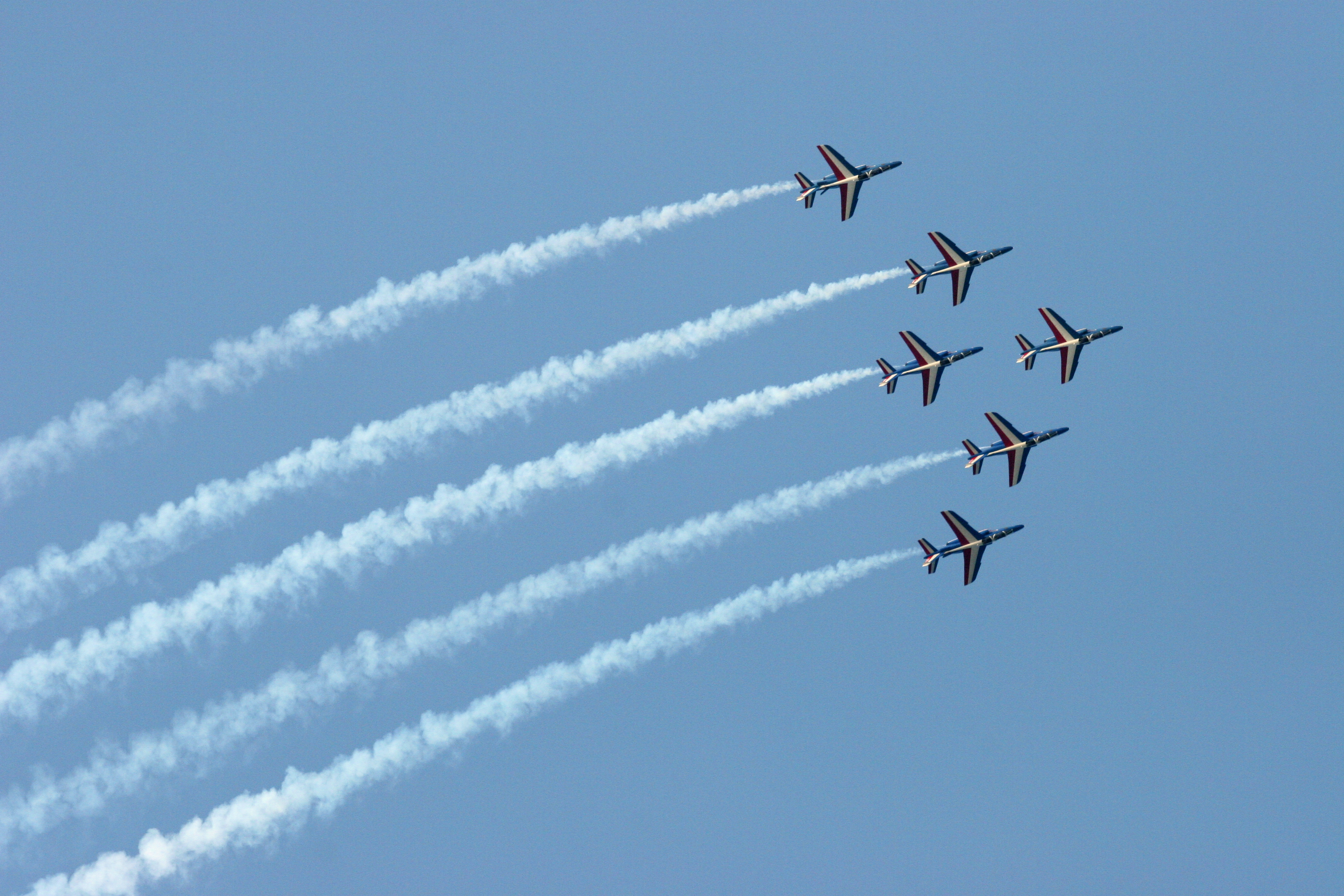
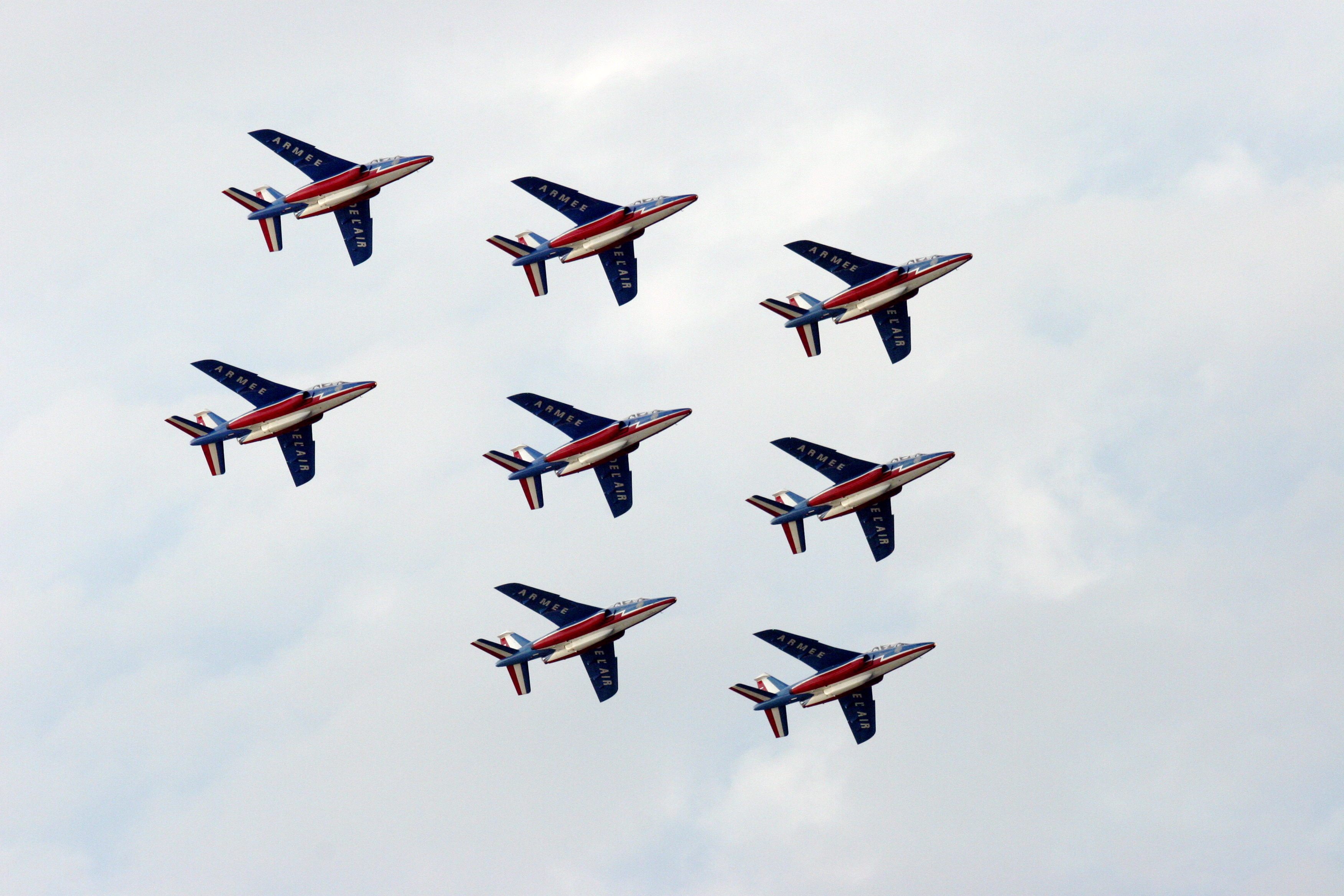
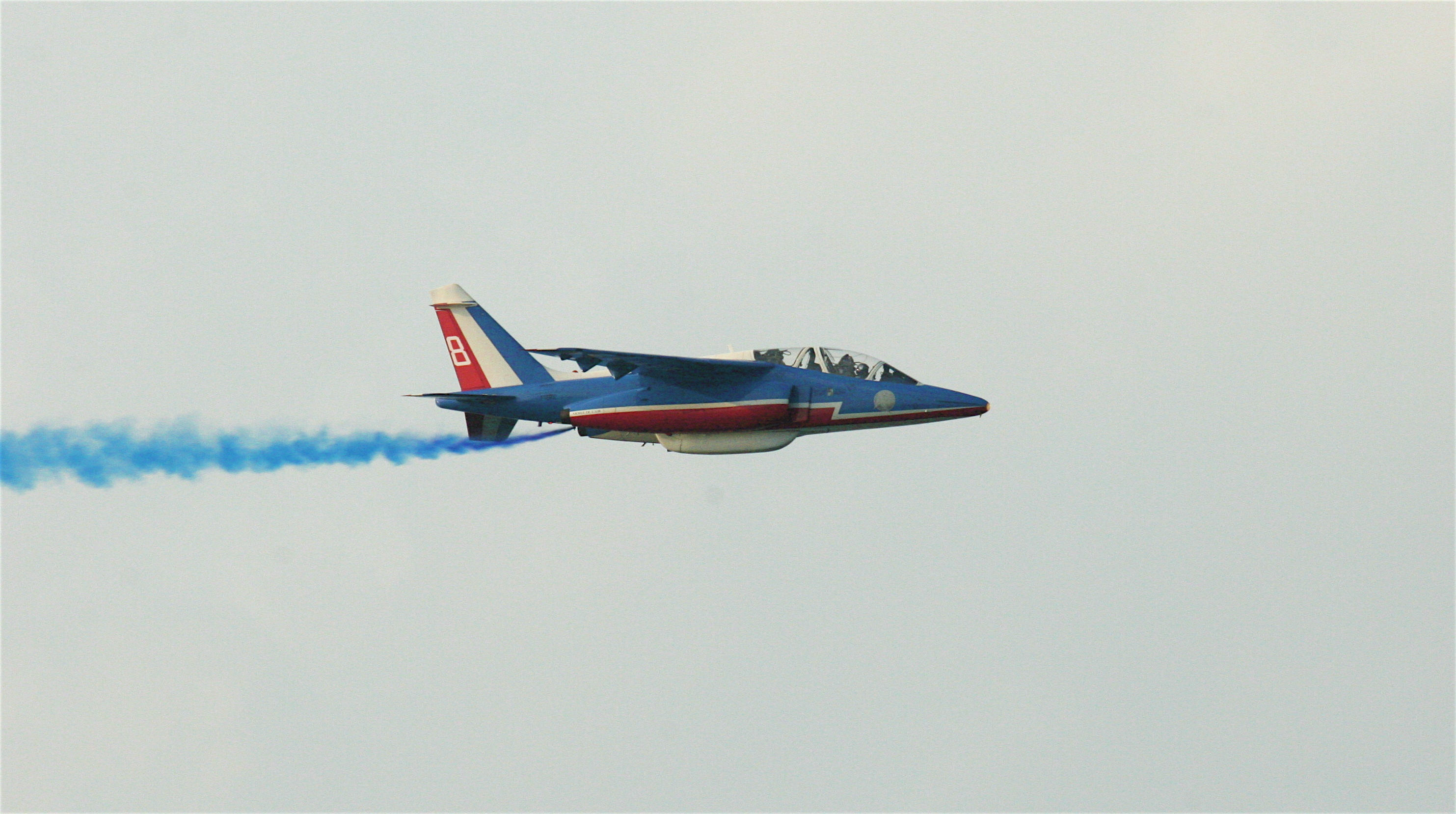
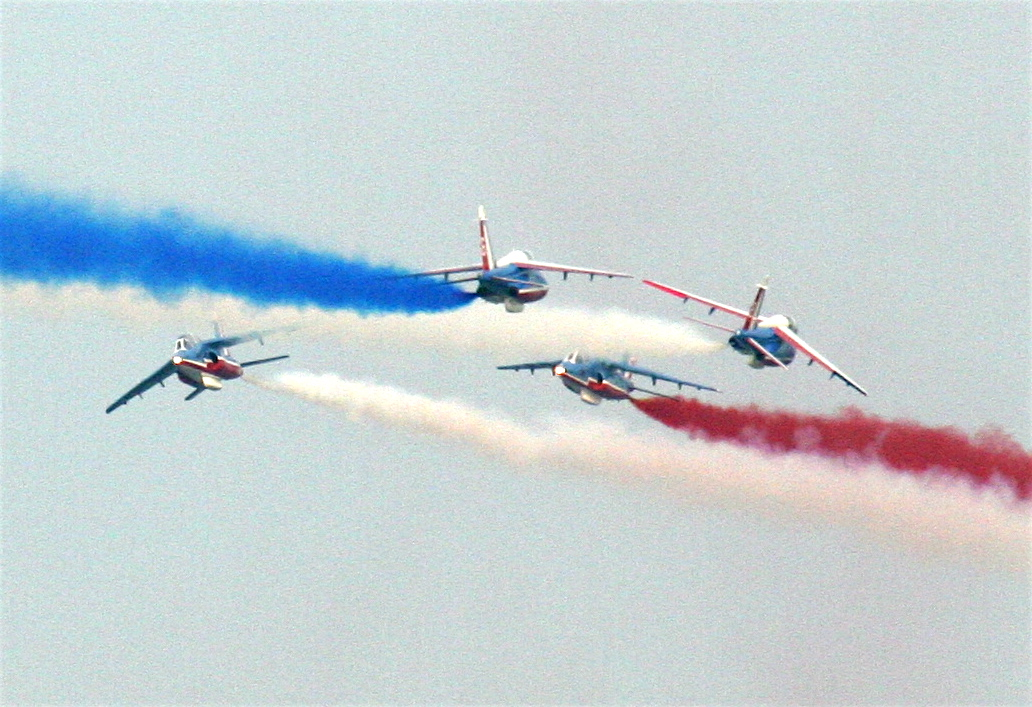
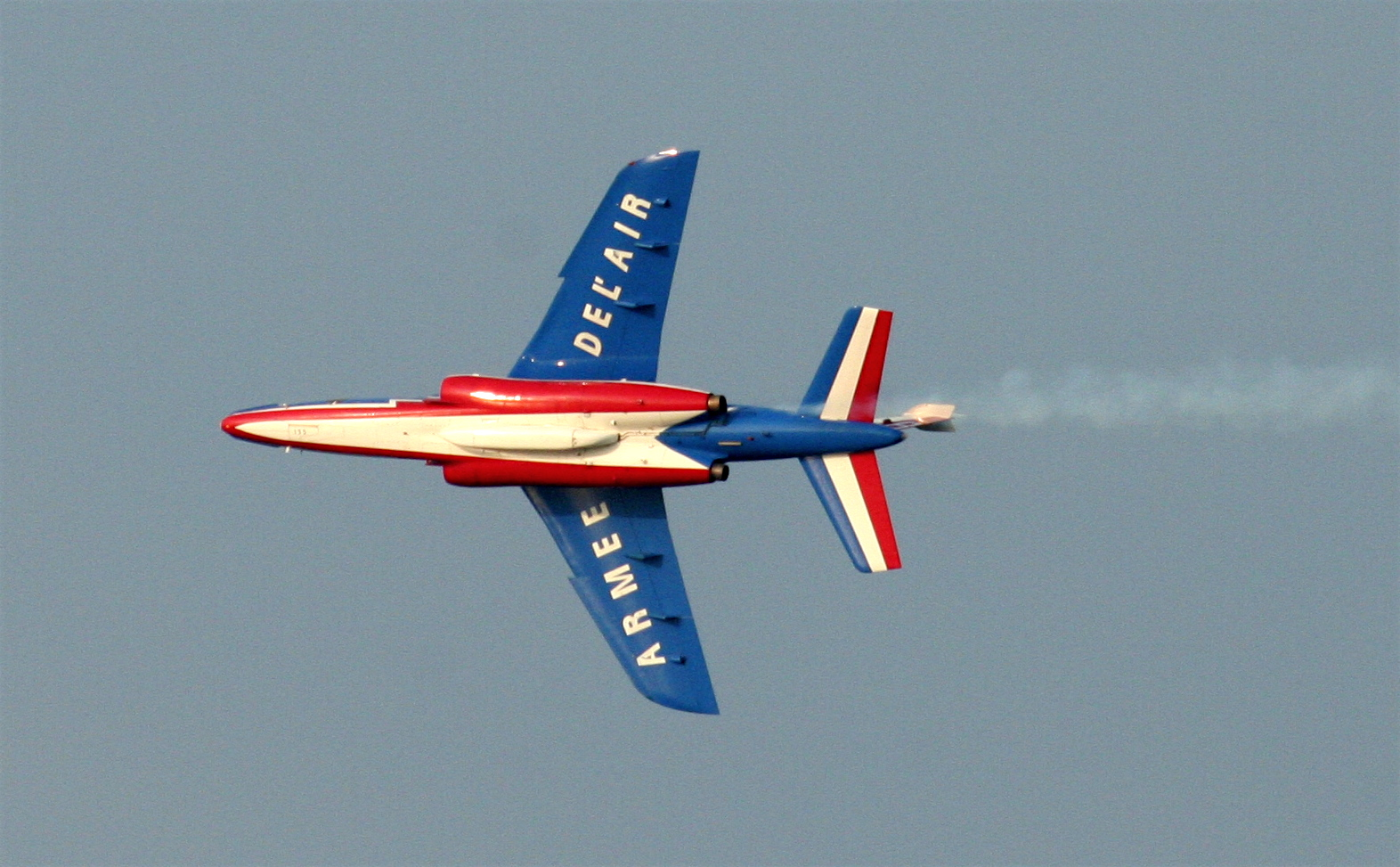
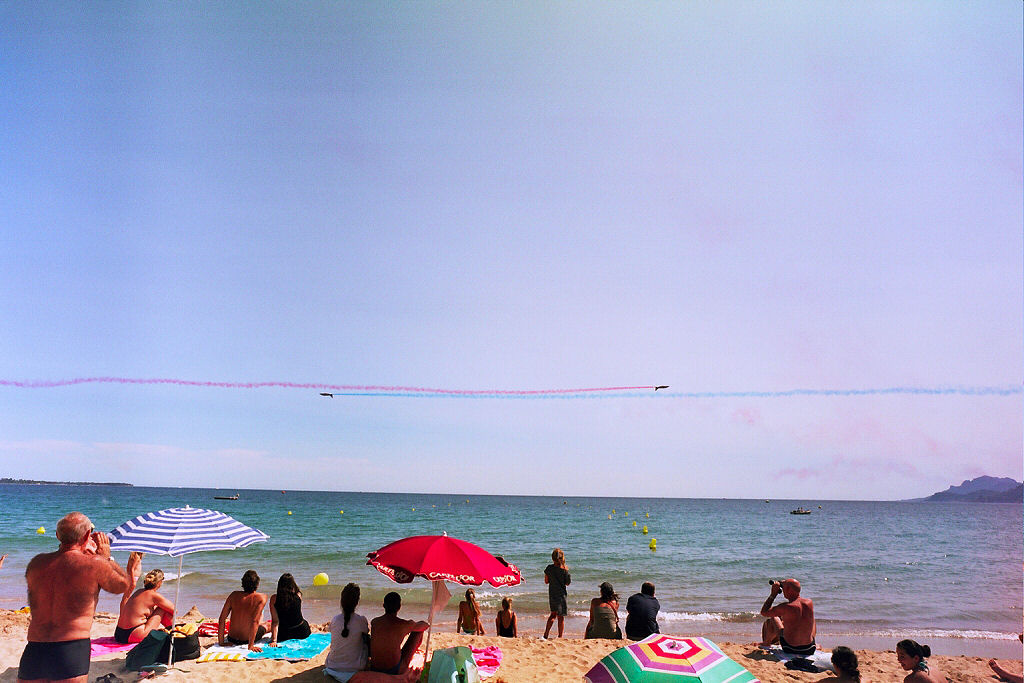
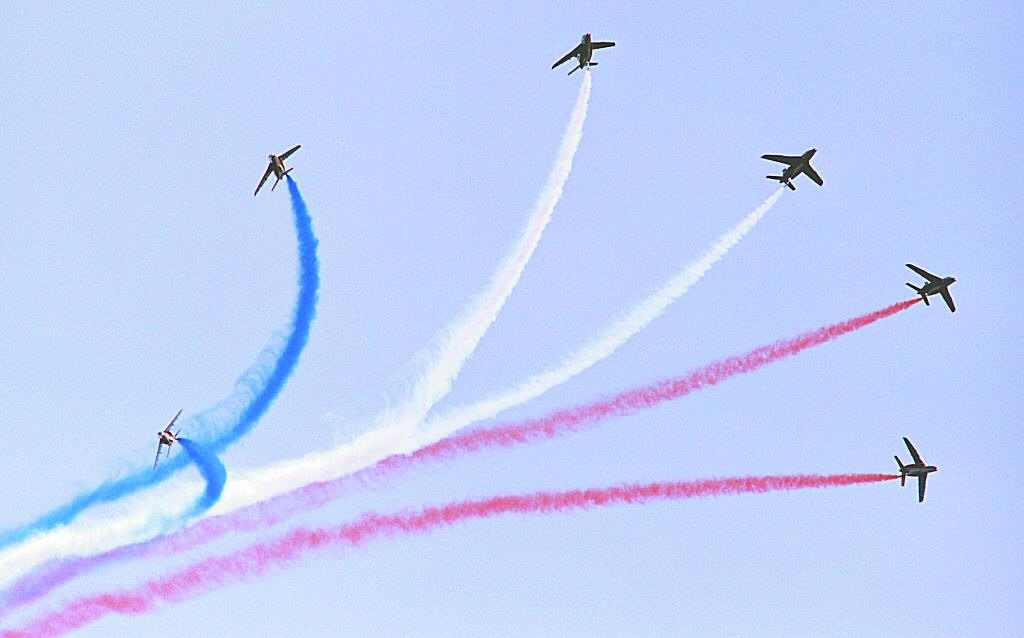
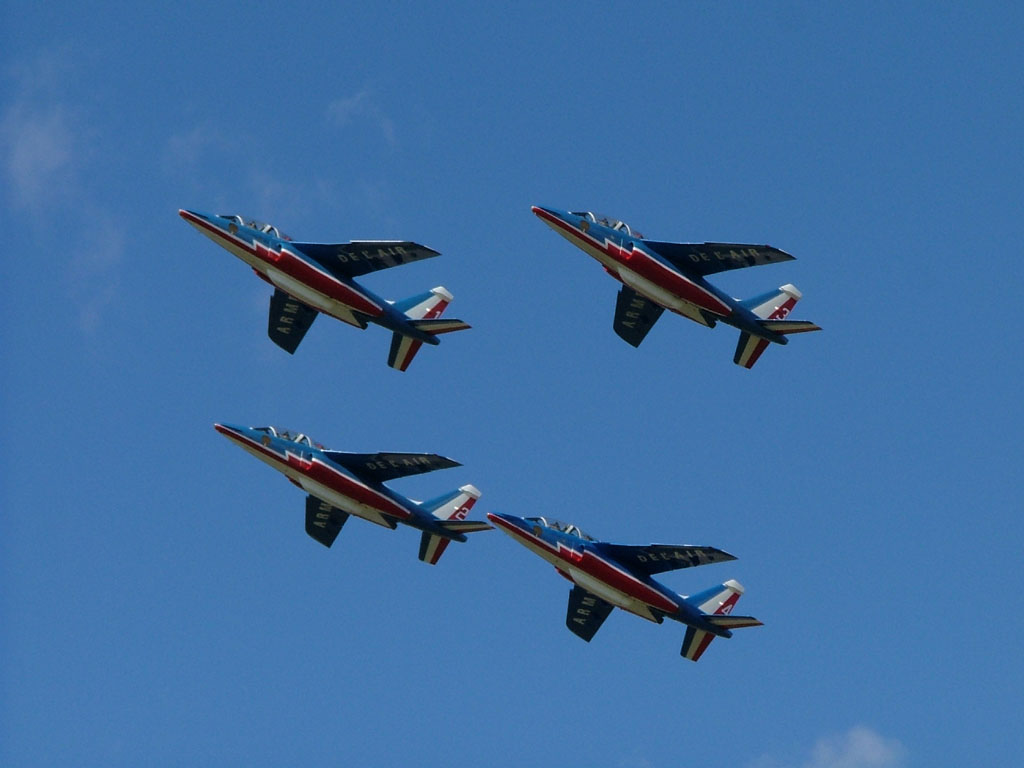
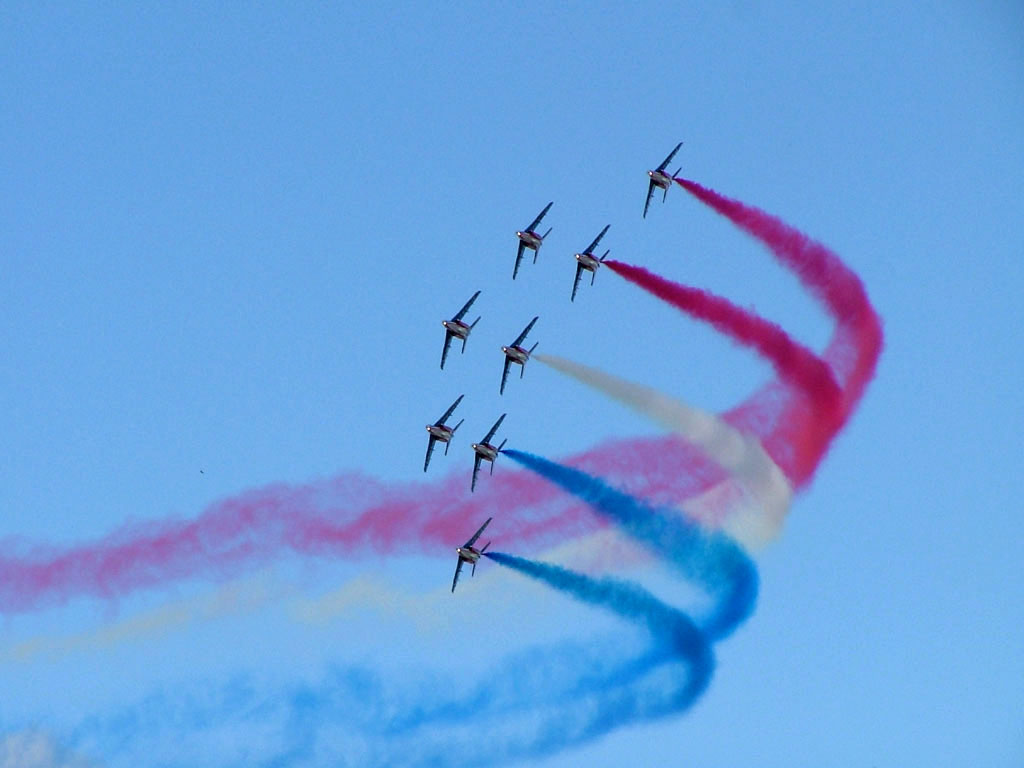
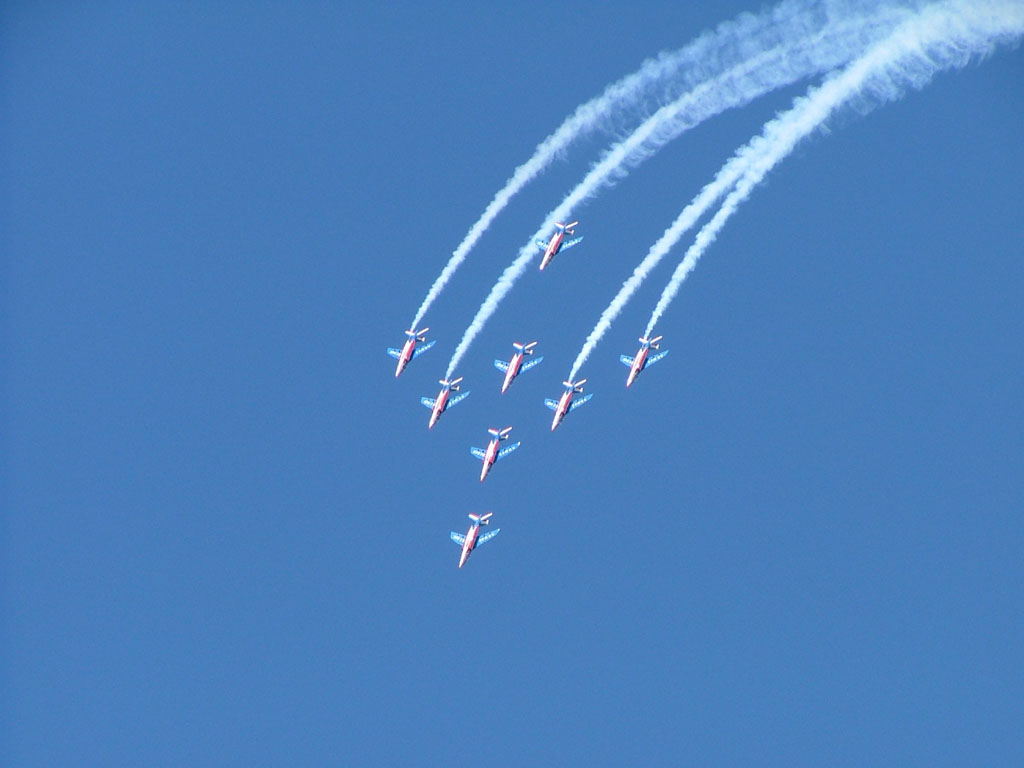
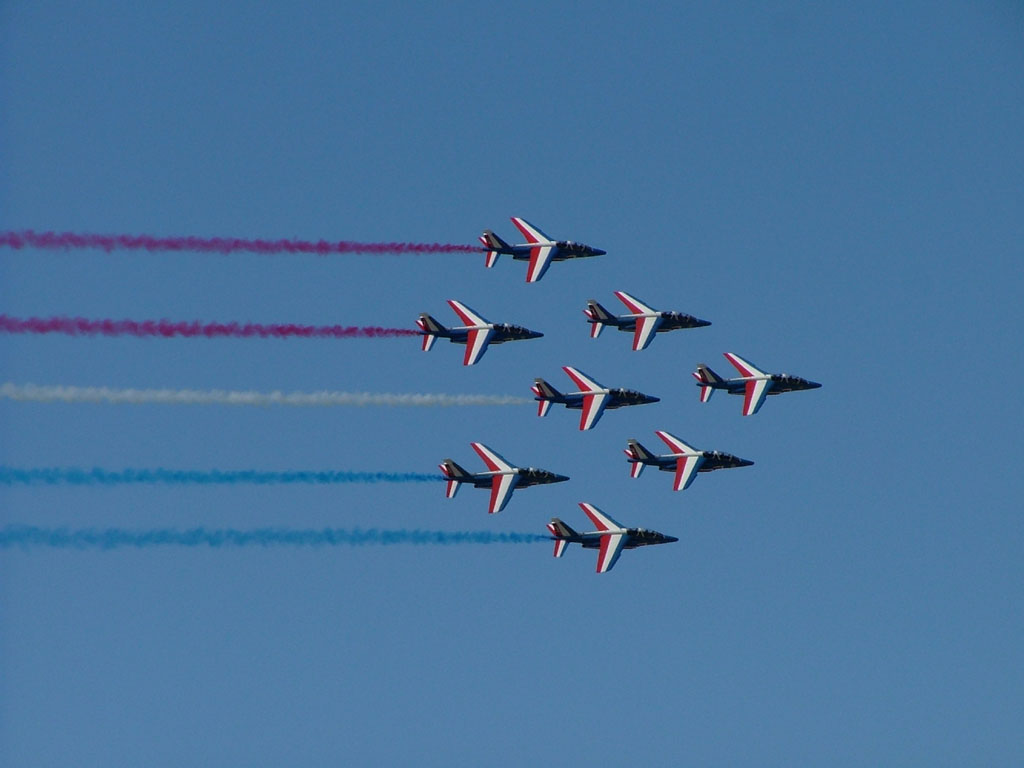
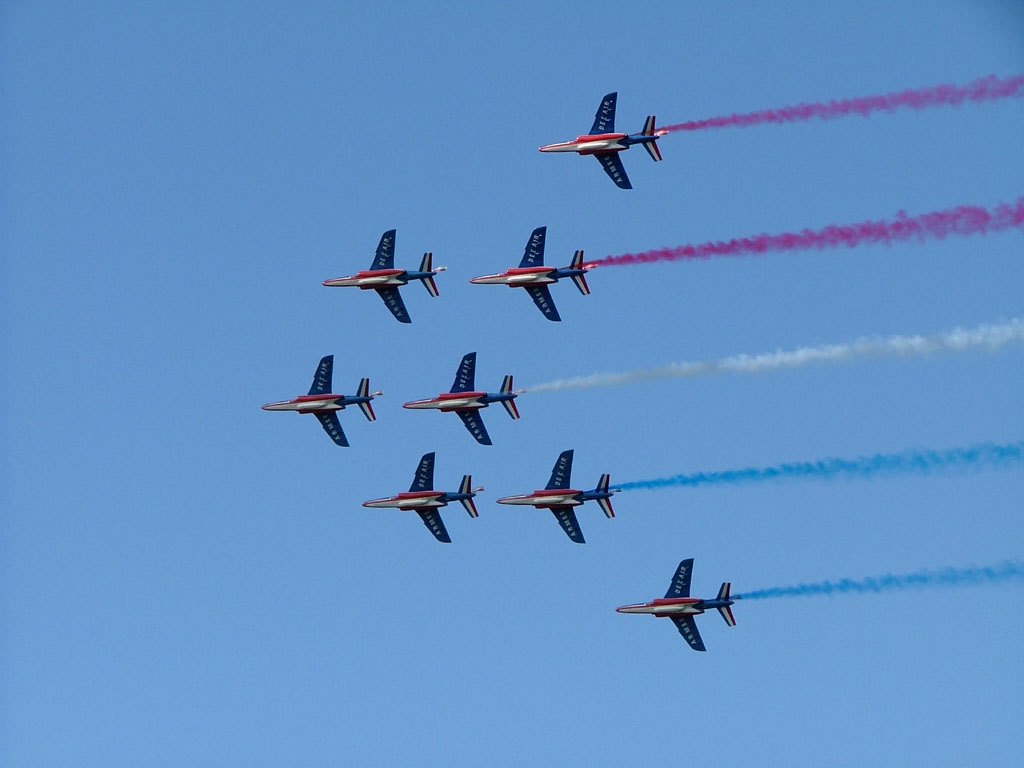
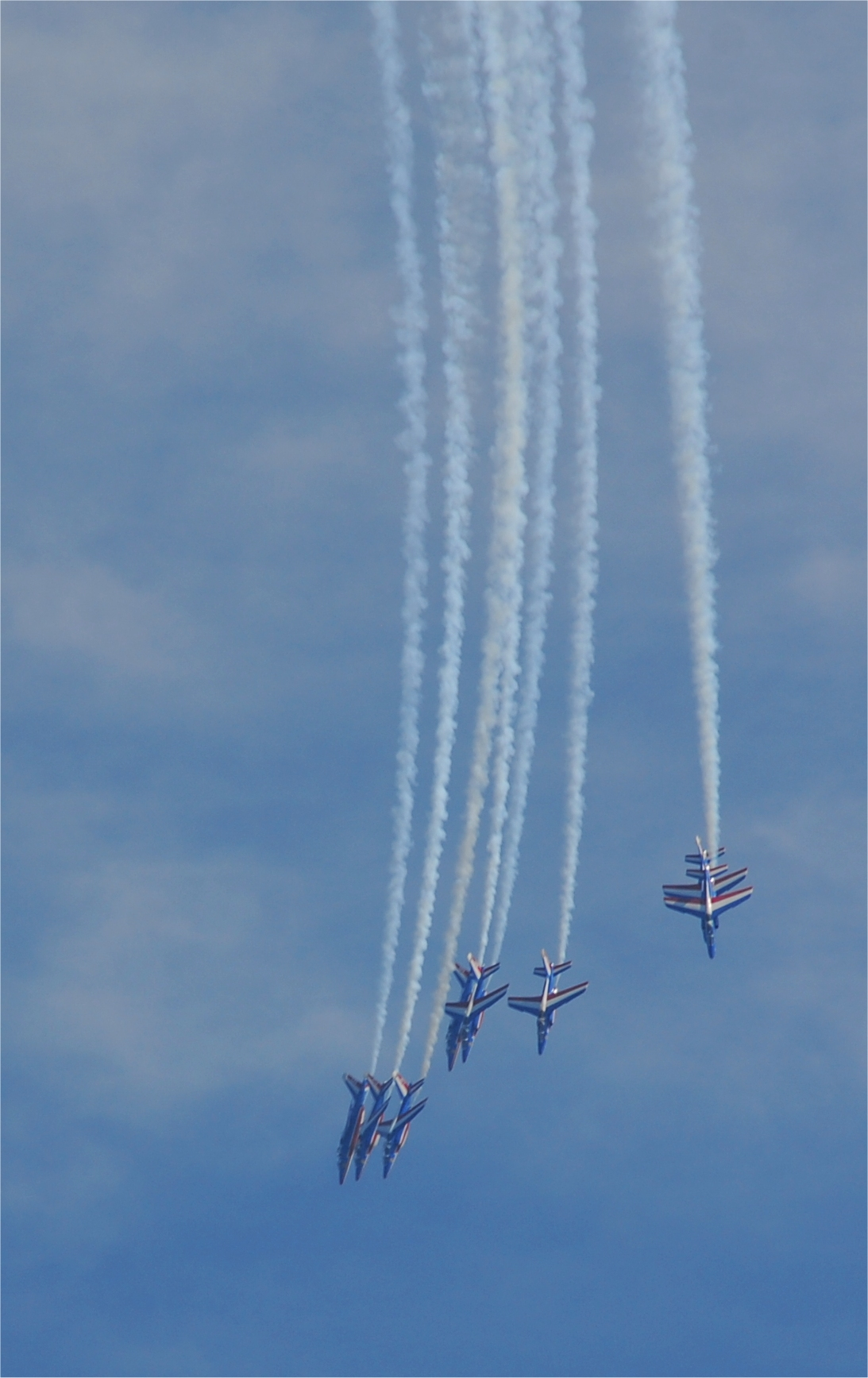